# Stein Erik Tafjord

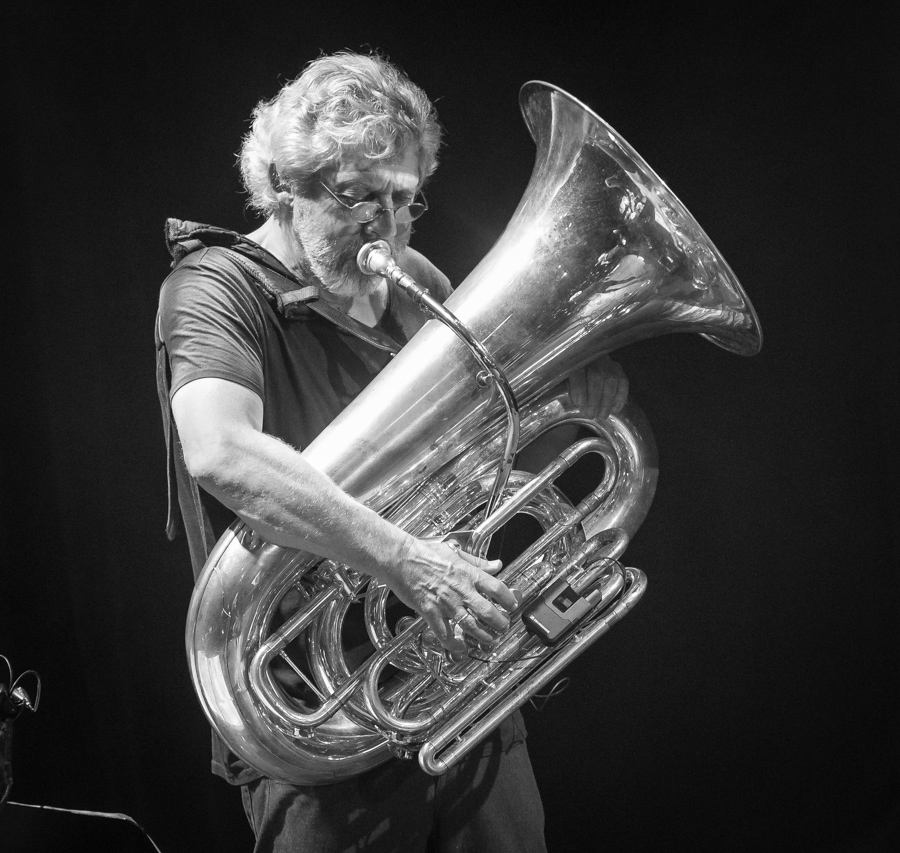
Stein Erik Tafjord (2017)

Stein Erik Tafjord (* 2. November 1953 in Langevåg) ist ein norwegischer Tubaspieler, der international vor allem im Bereich des Jazz bekannt wurde.

## Leben und Wirken
Tafjord stammt aus einer musikalischen Familie; sein Bruder ist der Jazzmusiker Runar Tafjord, seine Tochter die Hornistin Hild Sofie Tafjord. Er war seit 1973 Mitglied von Ytre Suløens Jassensemble, mit denen er mehrere Alben veröffentlichte, und gehörte 1979 zu den ersten Absolventen der Norges musikkhøgskole in Oslo, die an der Tuba als Hauptinstrument ausgebildet waren. Er war zunächst Mitglied im Sinfonieorchester des Norwegischen Rundfunks, spielte daneben aber im Kringkastingsorkestret Jazz, um dann mit den Brazz Brothers zu arbeiten, mit denen er bis 2015 zehn Alben vorlegte. Er tourte mit Scandinavian Tuba Jazz Inc., Carla Bleys Scandinavian Jazz Ensemble und trat international auch mit der Bigband der European Broadcasting Union und dem Jazz Baltica Ensemble unter Leitung von David Murray auf. Weiterhin ist er auf Alben von Mikhail Alperin, Per Husby, Mikael Rickfors oder Jan Magne Førde zu hören.
Tafjord lehrt Tuba an der Norges musikkhøgskole. 1991 erhielt er den Buddyprisen, den wichtigsten Jazzpreis Norwegens.